# 岡村進
岡村 進（おかむら すすむ、1961年 - ）は、日本の経営コンサルタント、実業家。元UBSグローバル・アセット・マネジメント代表取締役社長。現在は株式会社人財アジア代表取締役社長。

## 経歴
1961年生まれ。1985年東京大学法学部卒。同年第一生命保険に入社し、20年間勤務。その間に、国内運用部門、人事・企画部、米国運用子会社興銀第一ライフ・アセット・マネジメントUSA(現DIAM USA）社長兼CEOなどを歴任。
2005年に、世界50か国にビジネス展開するスイス系金融コングロマリットUBSグループの運用部門、UBSグローバル・アセット・マネジメントに入社。2008年より日本法人の代表取締役社長を務める。
2013年6月に同社を退社。現在は大手金融機関、メーカーを中心に企業研修事業を行いつつ、日経ビジネス他で連載をこなす。

## 著書

### 単著
- 『自己変革　世界と戦うためのキャリアづくり』(2013年、きんざい)
- 『外資の社長になって初めて知った「会社に頼らない」仕事力』(2014年、明日香出版社)
- 『仕事で「結果を出す人」と「出せない人」の習慣 』(2018年、アスカビジネス)

### 共著
- 『実践 銀行ALM』（2006年、金融財政事情研究会）共著：大久保豊、小山靖寛、山野久雄、栗谷修輔